# Хардинг, Линдсей
Линдсей Марси Хардинг (англ. Lindsey Marcie Harding; родилась 12 июня 1984 года, Мобил, штат Алабама, США) — американская и белорусская профессиональная баскетболистка, выступала в женской национальной баскетбольной ассоциации и чемпионатах Литвы, России и Турции. В настоящее время работает скаутом команды Национальной баскетбольной ассоциации «Филадельфия Севенти Сиксерс». Была выбрана на драфте ВНБА 2007 года под общим первым номером командой «Финикс Меркури». Играла на позиции защитника.

## Ранние годы
Линдсей Хардинг родилась 12 июня 1984 года в городе Мобил (штат Алабама), а выросла уже в городе Хьюстон (штат Техас), училась же в его пригороде Сайпресс в средней школе Сай-Фэйр, в которой играла за местную баскетбольную команду. Родилась в семье Майкла Хардинга и Лилиан Эндрюс, у неё есть младшие брат Майкл и сестра Морган. 18 декабря 2007 года майка с номером 12, под которой она играла за «Сай-Фэйр Бобкэтс», была изъята из обращения и свешена под сводами баскетбольной площадки, на которой «Бобкэтс» проводят свои домашние игры.

## Студенческая карьера
В 2002 году Хардинг поступила в Университет Дьюка, где в течение четырёх лет выступала за баскетбольную команду «Дьюк Блю Девилз», в которой провела успешную карьеру под руководством известного наставника Гейл Гостенхорс, набрав в итоге в 140 играх 1298 очков (9,3 в среднем за игру), 565 подборов (4,0) и 579 передач (4,1). При Линдсей «Блю Девилз» три раза выигрывали регулярный чемпионат (2003, 2004, 2007) и два раза — турнир конференции ACC (2003, 2004), а также четыре раза выходили в плей-офф студенческого чемпионата США (2003, 2004, 2006, 2007).
При Хардинг «Дьюк» дважды играл в финале четырёх турнира NCAA (англ. Final Four) (2003 и 2006), один раз уступили на стадии 1/4 финала (2004) и один раз — на стадии 1/8 финала (2007). 3 апреля 2003 года «Дьяволы» в полуфинале проиграли команде Кары Лоусон и Шайры Эли «Теннесси Леди Волантирс» со счётом 56-66, в котором Линдсей стала лишь четвёртым по результативности игроком своей команды, забив шесть очков. 2 апреля 2006 года «Блю Девилз» сначала в полуфинале разгромили команду Сеймон Огастус и Сильвии Фаулз «ЛСЮ Леди Тайгерс» со счётом 64-45, в котором Хардинг стала третьим по результативности игроком своей команды, набрав 10 очков и собрав 5 подборов, а затем в финальном матче, 4 апреля, в упорной борьбе, лишь в овертайме, уступили команде Лоры Харпер, Кристал Лэнгхорн и Кристи Толивер «Мэриленд Террапинс» со счётом 75-78, где она опять была третьим по результативности игроком своей команды, набрав 16 очков и совершив 3 подбора. 25 марта 2007 года «Дьюк» на стадии 1/8 финала в тяжелейшей борьбе проиграл команде Мати Аджавон и Эпифанни Принс «Ратгерс Скарлет Найтс» со счётом 52-53, а Линдсей в самом конце игры могла принести победу своей команде, однако дважды промахнулась с линии штрафных бросков за 0,1 секунды до финального свистка.
В дебютном сезоне Хардинг набирала в среднем за матч 6,2 очка, 3,9 подбора, 3,4 передачи и 1,8 перехвата, а по его итогам была номинирована на звание новичка года ACC, кроме этого она была включена в сборную новичков ACC, а в сезоне 2003/2004 годов слегка улучшила свою результативность, набирая в среднем за игру 7,3 очка, 4,5 подбора, 4,9 передачи и 2,0 перехвата. В следующем сезоне Линдсей Хардинг дисквалифицировали по причине нарушения правил команды. Отбыв дисквалификацию, она вернулась в команду в сезоне 2005/2006 годов, увеличив свои статистические показатели (10,7 очка, 3,7 подбора, 4,5 передачи и 2,1 перехвата), по итогам которого была признана лучшим игроком оборонительного плана конференции Atlantic Coast.
Самым успешным в карьере Хардинг стал выпускной сезон, так как по его окончании была увенчана россыпью наград, а наиболее значимыми стали трофей лучшему оборонительному игроку женской NCAA, который, кстати, присуждался впервые, включение в 1-ю всеамериканскую сборную NCAA, а также она стала лауреатом приза Джеймса Нейсмита, награды Нэнси Либерман и премии Фрэнсис Померой Нейсмит. Помимо этого Линдсей выиграла большое количество трофеев конференции ACC, основными из которых являлись: первая сборная всех звёзд, лучший защитник (повторно), спортсмен года и баскетболистка года. 20 января 2008 года майка с номером 10, под которой Хардинг выступала за «Блю Девилз», была изъята из обращения и свешена под сводами «Кэмерон-Индур-стэдиума», баскетбольной арены, на которой «Дьяволы» проводят свои домашние встречи, став всего лишь вторым, первой была Алана Бирд, игроком, удостоившимся этой чести, хотя некоторые эксперты сомневались в этом, вспоминая её дисквалификацию.

## Профессиональная карьера
В 2007 году Хардинг выставила свою кандидатуру на драфт ВНБА, на котором была выбрана под первым номером клубом «Финикс Меркури», однако в тот же день была обменяна в команду «Миннесота Линкс» на Танжелу Смит. Уже в своём дебютном сезоне она стала вторым по результативности игроком в составе «Рысей», набирая в среднем за игру по 11,7 очка, 4,4 подбора и 3,9 передачи, за что по его итогам была включена в сборную новичков лиги, хотя провела всего двадцать встреч, получив разрыв передней крестообразной связки левого колена 10 июля в проигранном в овермайме матче против команды «Вашингтон Мистикс» (83-91).
30 января 2009 года менеджмент «Линкс» обменял Хардинг в клуб «Вашингтон Мистикс» на право выбора в первом раунде драфта 2009 года (9-й номер) и во втором раунде драфта 2010 года (15-й номер), а «Мистикс» дополнительно получили от «Линкс» право выбора во втором раунде драфта 2009 года (23-й номер) и во втором раунде драфта 2010 года (14-й номер). Сезон 2009 года стал для неё самым успешным в карьере по результативности, в нём Линдсей набирала в среднем за игру по 12,8 очка, 4,0 подбора и 4,5 передачи, а по итогам следующего турнира она была включена во вторую сборную всех звёзд защиты ВНБА. Помимо этого в 2010 году по результатам голосования среди болельщиков и главных тренеров команд Хардинг не попала в заявку сборной звёзд на альтернативный матч всех звёзд ВНБА, однако Санчо Литтл по причине травмы не смогла принять участие в этой встрече, в результате чего образовавшееся вакантное место в составе команды звёзд было отдано Линдсей, причём в стартовом составе, которая провела на паркете двадцать одну минуту и забила 4 очка, совершила 7 подборов и сделала 4 передачи.
11 апреля 2011 года менеджер «Мистикс» в день драфта ВНБА обменял Хардинг в клуб «Атланта Дрим» на Та’Шию Филлипс, 8-й номер этого драфта, и Келли Миллер и право выбора в первом раунде драфта 2012 года (8-й номер), а «Атланта» дополнительно получила от «Вашингтона» право выбора во втором раунде драфта 2012 года (14-й номер). Первый сезон в составе «Дрим» стал для неё самым успешным в карьере, потому что в нём она впервые играла в финале турнира. «Атланта» в первом раунде легко переиграла команду «Коннектикут Сан» со счётом 2-0, затем в полуфинале со счётом 2-1 — клуб «Индиана Фивер», однако в финале в серии до трёх побед без борьбы проиграла бывшей команде Хардинг, «Миннесота Линкс», со счётом 0-3, а сама Марси по итогам плей-офф стала вторым по результативности игроком своей команды, набрав в восьми играх 116 очков (по 14,5 в среднем за игру).
5 февраля 2013 года в качестве свободного агента Линдсей подписала многолетнее соглашение с клубом «Лос-Анджелес Спаркс», однако провела в нём всего два сезона, «Спаркс» же оба раза вылетали в первом раунде плей-офф, а 10 февраля 2015 года руководство команды отказалось от её услуг. После этого она так и не получила предложение ни от одной из команд ВНБА, поэтому сезон 2015 года пропустила, а 18 апреля 2016 года заключила договор с клубом «Нью-Йорк Либерти», условия которого не разглашались. Впрочем уже 15 июня 2016 года менеджмент «Либерти» отказался от её услуг, а 24 июня она подписала контракт с «Финикс Меркури», где выступала в качестве резервиста Дайаны Таурази. В составе «Меркури» Хардинг провела двадцать одну встречу в регулярном чемпионате и пять игр в плей-офф, где «Финикс» в полуфинале турнира был разгромлен клубом «Миннесота Линкс» со счётом 3-0. Уже на следующий день после этого поражения от «Миннесоты» Линдсей Хардинг объявила о своём уходе из ВНБА, в которой отыграла девять сезонов.

## Международная карьера
13 февраля 2012 года Национальный комитет по селекции игроков включил Марси Хардинг в число двадцати одной финалистки в состав олимпийской сборной США, куда вошли двадцать профессиональных игроков и одна студентка, Бриттни Грайнер. Все они принимали участие в подготовке сборной США к летним Олимпийским играм в Лондоне, однако сама она не попала в окончательную заявку команды, в которую вошли всего двенадцать человек. Двумя годами ранее она участвовала также в тренировочном лагере сборной США к отбору на чемпионат мира в Чехии, но и тогда не вошла в основной состав команды, став всего лишь вторым игроком, обладателем приза Джеймса Нейсмита, после Кейт Старбёрд, так и не сыгравшим ни одного матча за национальную сборную своей страны.
В 2015 году Линдсей Хардинг пригласили играть в составе национальной сборной Белоруссии, в которой был явный дефицит разыгрывающих защитников. Вскоре после получения белорусского паспорта она была включена в заявку новой команды на чемпионат Европы в Венгрии и Румынии, которой помогла завершить турнир на итоговом четвёртом месте. Этот результат позволил сборной Белоруссии принять участие в Олимпийском квалификационном турнире во Франции, в котором разыгрывались последние путёвки на игры в Рио-де-Жанейро. На этом первенстве белорусы заняли пятое место, а вместе с ним получили последнюю путёвку на олимпийский турнир в Рио, переиграв в решающей игре сборную Южной Кореи со счётом 56-39, в которой Хардинг стала её самым результативным игроком, набрав 17 очков и попутно став первым игроком университета Дьюка, отобравшимся на Олимпийские игры через квалификацию к нему.